# Gàlia Dvorak Khassanova
Galyna Volodymirvna Dvorak Khasanova (Kíiv, Ucraïna, 1 d'abril de 1988) és una jugadora de tennis taula catalana d'origen ucraïnès. Va heretar la passió pel tennis taula tant de son pare com de sa mare que foren jugadors de l'U.R.S.S. durant diversos anys. S'ha convertit en una de les millors jugadores a nivell estatal i compta amb una gran projecció internacional.
Va arribar a Catalunya amb només 2 anys, el 1990. Després de voltar diverses ciutats a causa dels fitxatges dels seus pares, va agafar la seva primera pala amb 7 anys a Terrassa. El 1999 fitxa pel C.N. Mataró, club on encara juga, i comença la seva participació en diferents tornejos estatals on obté bons resultats. L'any 2000 guanya el Campionat d'Espanya Individual i de Dobles en les modalitats infantil i juvenil, destaca en diversos campionats internacionals, aconsegueix la victòria a l'Open de Luxemburg Infantil Individual i a l'Open d'Itàlia Infantil Dobles.
El 2001 amb només 13 anys ja la convoquen amb la Selecció Espanyola de Tennis Taula en categoria Absoluta. Des d'aleshores hi esdevé una jugadora fixa y participa en els campionats mundials i europeos que s'han anat celebrant. El 2002 venç per primer cop al Campionat d'Espanya Absolut Individual i repeteix l'èxit els anys 2003, 2004 i 2005. El 2004 aconsegueix el seu major èxit internacional tot proclamant-se campiona d'Europa Juvenil Individual a Budapest, una fita no assolida mai abans en la història del tennis taula espanyol.
Des d'aleshores va repetint victòries i podis tant en campionats estatals com Europeus Juvenils, destacant el 2005 amb el subcampionat del Món Juvenil en dobles i un tercer lloc en equips a Linz.
Actualment continua al C.N. Mataró de la SuperDivisió Femenina, equip amb el qual s'ha proclamat campiona de lliga el 2004 i el 2006 i campiona de la Copa de la Reina el 2004 i 2005. També cal destacar la 5a posició al Campionat d'Europa per equips de 2008, el 9è lloc per equips als Jocs Olímpics de Pequín 2008 i el bronze als Jocs Mediterranis de Pescara l'any 2009. El febrer de 2010 va assolir la seva millor marca al rànquing mundial de la ITTF assolint la 72a posició.

## Palmarès
| Any  | Esdeveniment              | Lloc    | Posició | Disciplina    |
| ---- | ------------------------- | ------- | ------- | ------------- |
| 2002 | Campionat Espanya Absolut | Espanya | 1a      | Individual    |
| 2003 | Campionat Espanya Absolut | Espanya | 1a      | Individual    |
| 2004 | Campionat Europa Juvenil  | Hongria | 1a      | Individual    |
| 2004 | Campionat Espanya Absolut | Espanya | 1a      | Individual    |
| 2004 | SuperDivisió Femenina     | Espanya | 1a      | Equips        |
| 2004 | Copa de la Reina          | Espanya | 1a      | Equips        |
| 2005 | Campionat del Món Juvenil | Àustria | 2a      | Dobles femení |
| 2005 | Campionat del Món Juvenil | Àustria | 3a      | Equips        |
| 2005 | Campionat Espanya Absolut | Espanya | 1a      | Individual    |
| 2005 | Copa de la Reina          | Espanya | 1a      | Equips        |
| 2006 | Protour Polònia Sub21     | Polònia | 1a      | Individual    |
| 2006 | SuperDivisió Femenina     | Espanya | 1a      | Equips        |
| 2007 | Protour Brasil Sub21      | Brasil  | 1a      | Individual    |
| 2009 | Jocs Mediterranis         | Itàlia  | 3a      | Equips        |